# Eisenbahnunfall von Dete
Bei dem Eisenbahnunfall von Dete stießen am 1. Februar 2003 der Personenzug Nr. 14 und der Güterzug Nr. 33 der National Railways of Zimbabwe in der westlichen Einfahrt des Bahnhofs Dete, Simbabwe, frontal zusammen. Bis zu 50 Menschen starben.

## Ausgangslage
Auf der eingleisigen Bahnstrecke Bulawayo–Victoria Falls wurde die Betriebssicherheit mit Signalen sichergestellt. Diese waren aber schon lange außer Funktion, da die desolate Wirtschaftslage des Landes, wiederholter Diebstahl von Kupferleitungen und Vandalismus es nicht erlaubte, sie zu reparieren. Stattdessen wurde auf schriftlichen Fahrbefehl in Absprache zwischen dem Lokomotivführer und der zentralen Verkehrskontrolle der Eisenbahn gefahren. Davon wurde aber in dem betreffenden Streckenabschnitt abgesehen, weil, so begründete das der Minister für Verkehr und Kommunikation, Witness Mangwende, vor dem Parlament, sich der entsprechende Streckenabschnitt im Hwange-Nationalpark befinde.
Auf der Strecke war ein Güterzug von Thomson Junction nach Osten unterwegs, der auch Kesselwagen mit Treibstoff mitführte. Dem Güterzug wurde die Einfahrt in den Bahnhof Dete mündlich freigegeben. Aus der Gegenrichtung kam der Personenzug von Bulawayo nach Victoria Falls. In diesem reisten etwa 1100 Fahrgäste. Auch er erhielt aufgrund der Missachtung von Sicherheitsvorschriften die mündliche Freigabe zur Ausfahrt aus dem Bahnhof Dete.

## Unfallhergang
Die Züge kollidierten im Bereich der westlichen Bahnhofsausfahrt, 11 Personenwagen entgleisten und stürzten zum Teil um. Auch Kesselwagen wurden beschädigt, Treibstoff lief aus, entzündete sich und die Trümmer begannen zu brennen.

## Folgen
Etwa 50 Menschen starben, 64 wurden schwer, viele weitere leicht verletzt. Da der Zivilschutz sehr schnell zur Stelle war, konnten zahlreiche Menschen noch aus den Trümmern befreit werden, bevor das Feuer auf sie übergriff. Beide Züge brannten vollständig aus. Die Opfer wurden im Krankenhaus von Hwange versorgt.
In der Folge wollte die Regierung die Besatzungen der Züge mit Funkgeräten ausstatten, über die die Zugsicherheit gewährleistet werden sollte.